# AIR Campania
AIR Campania S.p.A. è una azienda pubblica controllata dalla regione Campania e concessionaria del trasporto pubblico locale. L'azienda fa parte del consorzio UnicoCampania. AIR Campania ha sede legale a Napoli e sede amministrativa ad Avellino.

## Storia

### Autoservizi Iripini S.p.A.
Inizialmente attiva in provincia di Avellino e già nota come Autoservizi Irpini S.p.A., (in sigla A.IR.), le sue origini risalgono al novembre 2001, con la trasformazione in società per azioni della G.T.I. (Gestione Trasporti Irpini) e il conferimento a quest'ultima dei beni della G.R.T.I. (Gestione Regionale Trasporti Irpini). Nell'agosto 2017 ha incorporato la CTI-ATi SpA, che gestiva il trasporto della città di Avellino e nei comuni dell'hinterland; nel maggio 2018 il ramo d'azienda del trasporto pubblico locale è stato conferito alla neonata società controllata AIR Mobilità, ridenominata poi AIR Campania quando il servizio è stato esteso all'intera regione.

### AIR Campania
A seguito della riorganizzazione del trasporto pubblico voluta dalla regione Campania, nel marzo 2021 si è avviato il processo di fusione tra AIR e EAV, che permetterà all'azienda unica di diventare il principale gestore del trasporto pubblico regionale su gomma. Dal 1º settembre 2021 è concessionaria, in via emergenziale, in collaborazione con EAV, del trasporto pubblico locale nella città di Caserta e in parte della provincia di Caserta, a seguito dall'assorbimento di CLP.
Il 5 settembre 2023 viene completato il processo di fusione per incorporazione inversa tra le due società (Autoservizi Irpini S.p.A. ed AIR Campania S.r.l.) creando la nuova società AIR Campania S.p.A. a socio unico, partecipata al 100% dalla Regione Campania.

## Servizi
La società AIR Campania si occupa della realizzazione e gestione di reti e impianti funzionali all'esercizio del trasporto pubblico tramite autolinee, funicolari e altri veicoli; tramite la controllata AIR Mobilità fornisce servizi di trasporto pubblico urbano e suburbano nella città di Avellino e di tipo provinciale tra 102 comuni della provincia di Avellino, garantendo inoltre collegamenti regionali con Napoli, Benevento, Caserta, Salerno e Nola, e collegamenti interregionali con Roma, Foggia, Campobasso e Isernia. Nella provincia di Benevento, l'azienda serve quasi tutti i 78 comuni con una rete capillare di collegamenti extraurbani e scolastici. In provincia di Caserta, i servizi includono sia linee extraurbane sia urbane, con un sistema di trasporto locale attivo in numerosi comuni tra cui Caserta, Capua, Mondragone, Aversa e Sessa Aurunca. Nella provincia di Salerno, AIR Campania opera su diverse direttrici extraurbane, in particolare verso Fisciano, Nocera Inferiore, Sarno, Pagani e Pompei, garantendo anche il trasporto universitario verso l'Università degli Studi di Salerno. Infine, nella Città metropolitana di Napoli, l'azienda gestisce linee suburbane e scolastiche nei comuni di Pomigliano d'Arco, Sant'Anastasia, Volla, Pollena Trocchia, Massa di Somma, integrando servizi precedentemente assicurati da altri operatori.
L'AIR è inoltre gestore della funicolare di Montevergine, che permette di raggiungere in 7 minuti l'omonimo santuario partendo dalla cittadina di Mercogliano.

## Depositi e rimesse
Il principale deposito di AIR Campania è ubicato ad Avellino in località Pianodardine.
Altre sedi territoriali sono localizzate a:
- Mercogliano
- Flumeri
- Benevento
- Caserta
- Salerno
- Comiziano
- Napoli

Dal dicembre 2022 sono inoltre entrate in funzione le autostazioni di Avellino e Grottaminarda.

## Loghi

Dalla fondazione nel 2001 al 2022
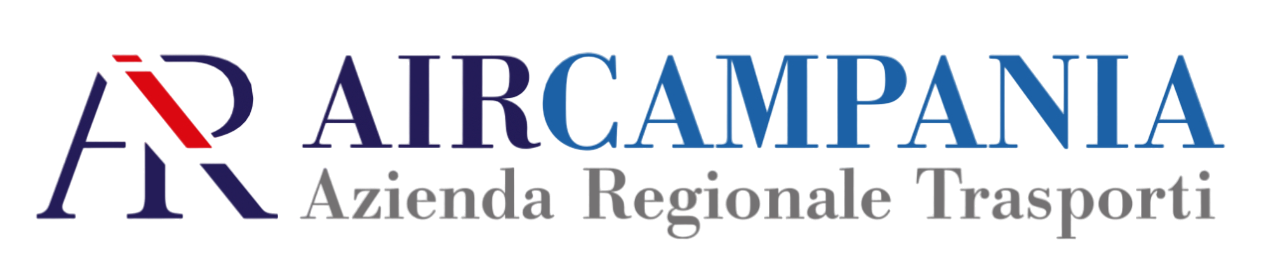
Logo in pittogramma e logotipo. Depositato in data 15.06.2022